# أبو عبد الرحمن العتبي
أبو عبد الرحمن محمد بن عُبيد الله بن عمرو بن معاوية بن عمرو بن عتبة بن أبي سفيان القُرَشِي الأموي (؟ - ~230هـ/844م) شاعر وأديب ولغوي وراوية عربي عاش في العصر العباسي الأوَّل، وكان يُلقَّب بالعتبي.

## سيرته
ولِدَ محمد بن عُبيد الله بن عمرو في مدينة البصرة، أثناء الخلافة العباسيَّة، وتاريخ ميلاده غير معروف، وفي البصرة نشأ أبو عبد الرحمن، ويعود نسبه إلى بني أمية من قبيلة قريش، وبالتحديد إلى الصحابي أبي سفيان من ناحية ابنه عُتبة، ولهذا لُقِّب بالعُتبي، وقد يكون تلقيبه إياه بالعتبي لأنَّه أحب فتاة اسمها «عتبة». أخذ أبو عبد الرحمن الروايات عن العرب من أبيه، وتتلمذ لدى ابن عيينة ولوط بن يحيى، وانتقل بعد ذلك إلى بغداد، وأخذ عنه هناك جماعة من الرواة والأدباء أشهرهم أبو حاتم السجستاني وأبو الفضل الرياشي وإسحاق بن محمد النخعي. كان العتبي مولعاً بشرب الخمرة، وأحب فتاة اسمها عتبة، قال في التغزل بها كثير من الأشعار، ويصفه المرزباني بقوله: «كان حسن الصورة، جميل الأخلاق، حسن الخضاب، ويلبس الطيالس الزرق، ولقب الشقراق للون خضابه، وشدة حمرة وجهه، وتلون طيالسته». وعندما اجتاح الطاعون مدينة البصرة في عام 229هـ تُوفِّي ستة من أبنائه بسبب الوباء، فرثاهم أبو عبد الرحمن في قصائد مشهورة. عمَّر أبو عبد الرحمن العتبي عُمراً طويلاً، وتُوفِّي قرابة عام 229هـ.

## مؤلفاته
تُنسَب إليه المؤلفات التالية:
- كتاب الخيل.
- كتاب أشعار الأعاريب.
- كتاب أشعار النساء اللاتي أحببن ثم أبغضن.
- كتاب الذبيح.
- كتاب الأخلاق.

|  |  |

## شعره
أبو عبد الرحمن العتبي شاعر مُكثِر، ويُوصف شعره أنَّه جيد وحسن، ويتناول فيه الغزل والعتاب، وكان يميل في شعره في البداية إلى المرح واللهو، ولكنَّه بعد وفاة أبنائه ظلَّ يرثيهم حتى آخر أيامه. في العصر الحديث اعتنى يونس السامرائي بأشعاره، ونُشِر ديوانه بتحقيق يونس في مجلة «كلية الآداب» الصادرة عن جامعة بغداد، في العدد السادس والثلاثين، الصادر في عام 1989.